# Вульф, Анна Николаевна
А́нна Никола́евна Вульф (1799—1857) — псковская дворянка, соседка А. С. Пушкина по имению и близкий друг поэта. Сестра Евпраксии Вревской и Алексея Вульфа.

## Биография
Анна Николаевна Вульф родилась 10 (22) декабря 1799 года в имении своей матери в Тригорском Опочецкого уезда Псковской губернии в семье тверского дворянина, отставного коллежского асессора Николая Ивановича Вульфа (1771—1813) и Прасковьи Александровны (урождённая Вындомская) (1781—1859).

### Дружба с Пушкиным
Анна Николаевна познакомилась с Александром Пушкиным летом 1817 года, когда поэт, только что окончивший Царскосельский лицей, приехал в гости к своим родителям в Михайловское.
Во время написания Пушкиным стихотворения «Я был свидетелем златой твоей весны» Анне Николаевне Вульф было двадцать шесть лет. Также под впечатлением встречи с ней написано "Зимнее утро".
Анна Николаевна никогда не была замужем, её жизнь протекала в родовых имениях Тригорское и Малинники, иногда она приезжала к своей сестре Евпраксии Николаевне в её имение Голубово.
Анна Николаевна умерла 14 сентября 1857 года, похоронена в селе Берново Старицкого уезда.